# عباس بختیاری (مأمور شهربانی)
عباس بختیاری معروف به «مأمور شش انگشتی» از مأموران شهربانی در زمان رضا شاه پهلوی بود که مأمور برخی از قتل‌های سیاسی از جانب رضا شاه گشته بود که یکی از این موارد قتل شیخ خزعل می‌باشد. عباس بختیاری تحت امر سرپاس مختاری رئیس شهربانی کار می‌کرد و همچنین انگشت شست خود را در یکی از تمرین‌های تیراندازی از دست داده بود، با این وجود شهرت «شش انگشتی» به او داده بودند. نهایتاً یک سال بعد از خلع از سلطت رضا شاه در سال ۱۳۲۱ عباس بختیاری به جرم قتل عمد شیخ خزعل و همچنین فیروز میرزا نصرت‌الدوله به ۱۰ سال حبس با اعمال شاقه محکوم گشت.

## تلویزیون
در سریال تلویزیونی «هزار دستان» اثر علی حاتمی، داوود رشیدی نقش «مفتش شش انگشتی» را بازی می‌کرد که البته علی حاتمی آن را بر مبنای ترکیب چند شخصیت از جمله همین عباس بختیاری ساخته بود.

## فهرست منابع
1. ↑  "قتل شیخ خزعل و تیمورتاش". پایگاه جامع تاریخ معاصر ایران.
2. ↑  "محاکمه عامل قتل‌های سیاسی دوره رضاخان". تبیان.
3. ↑  محاکمه جنایت کاران شهربانی پس از سقوط رضاخان
4. ↑  جام جم آنلاین
5. ↑  "گفتگو با علی حاتمی: در جستجوی هزار و یک شب از دست رفته". ماهنامه سینمایی فیلم، شماره ۶۹، سال ششم - مهر ۱۳۶۷، صفحهٔ ۶۱.